# Linospora salicis-reticulatae
Linospora salicis-reticulatae är en svampart som tillhör divisionen sporsäcksvampar, och som beskrevs av Michel Monod. Linospora salicis-reticulatae ingår i släktet Linospora, och familjen Gnomoniaceae. Arten är reproducerande i Sverige.